# Снєсарєв Андрій Євгенович
Андрій Євгенович Снєсарєв (13 грудня 1865 — 4 грудня 1937) — російський воєначальник, географ, сходознавець.

## Життєпис
Народився у сім'ї священика. Після гімназії навчався у Московському університеті на фізико-математичному факультеті. По закінченні якого у 1888 році поступив на військово-училищний курс Московського піхотного училища. Шість років служив у армійських училищах. Після навчання з 1896 по 1899 рік в Академії Генерального штабу був направлений у Туркестанський округ на посаду обер-офіцера для доручень окружного штабу.
Під час служби в Туркестанському окрузі він здійснив ряд експедицій на Памір, Північну Індію, Тибет, Східну Бухару та Афганістан. У цих поїздках він накопичив не тільки військову інформацію, а й дані про різні сторони життя Азії. У 1900 році його відрядили на декілька місяців до Лондона для вивчення у бібліотеці Британського музею літератури про Схід. У 1903 році А. Снєсарєв видав двотомник «Північно-індійський театр», в якому розглядалися особливості ведення бойових дій у цьому регіоні.
У 1904 році Снєсарєва, як провідного спеціаліста з питань Азії, перевели до Східного діловодства Управління генерал-квартирмейстера Генерального штабу, з присвоєнням звання підполковника. Він став головним ідеологом російської політики, що мала на меті активізувати просування Росії в Центральну Азію і стримувати експансію Великої Британії. Снєсарєв у цей час брав участь у роботі Російського товариства ревнителів воєнних знань, Імператорського географічного товариства, Імператорського товариства сходознавства.
У 1910 році полковника Снєсарєва призначили начальником штабу 2-ї Зведеної козачої дивізії, що дислокувалася в Кам'янець-Подільському. За час перебування на цій посаді він активно продовжував займатися науковою роботою. Так вийшло 2-ге видання його «Військової географії Росії», яке стало базовим для військових училищ Росії. Для багатотомної «Військової енциклопедії» він написав ряд статей з історії та географії Британської Індії.
Під час Першої світової війни Снєсарєв командував підрозділами 2-ї козачої дивізії, полком, бригадою та 64-ю піхотною дивізією. Став генерал-лейтенантом.
У травні 1918 року одним із перших генералів вступив до Червоної армії. На фронтах громадянської війни займав важливі посади. У 1919—1921 роках очолював відновлену Академію Генерального штабу. У 1921 році створив і став керівником Інституту сходознавства. У цьому ж році він видав монографію «Афганістан», згодом праці про Індію — «Фізична Індія», «Етнографічна Індія». У 1928 році йому було присвоєно звання Герой Праці.
1930 року його разом із вищими офіцерами царської армії заарештували в справі «Весна». Був засуджений до тривалого терміну ув'язнення. Вийшов на волю у 1934 році за станом здоров'я. Помер у 1937 році.